# Александрия (Кобелякский район)
Александрия (укр. Олександрія) — село,
Комендантовский сельский совет,
Кобелякский район,
Полтавская область,
Украина.
Код КОАТУУ — 5321883805. Население по переписи 2001 года составляло 74 человека.

## Географическое положение
Село Александрия находится на правом берегу реки Кобелячек, выше по течению на расстоянии в 2,5 км расположено село Сушки Козельщинского района, ниже по течению на расстоянии в 1 км расположено село Калашники Козельщинского района.
По селу протекает пересыхающий ручей с запрудой.

## История
- Село указано на специальной карте Западной части России Шуберта 1826-1840 годов [2]